# اچ‌ام‌اس رمزی (ام۱۱۰)
اچ‌ام‌اس رمزی (ام۱۱۰) (به انگلیسی: HMS Ramsey (M110)) یک کشتی است که طول آن 52.5 m می‌باشد. این کشتی در سال ۱۹۹۹ ساخته شد.
رمزی از جنس پلاستیک تقویت شده با شیشه و سایر مواد غیر مغناطیسی ساخته شده است.